# Ceratomyidae
Ceratomyidae zijn een uitgestorven familie van tweekleppigen uit de orde Myida.